# Герб Смоленського воєводства
Герб Смоленського воєводства ( пол. Herb województwa smoleńskiego Herb województwa smoleńskiego) - офіційний символ Смоленського воєводства Великого князівства Литовського і Речі Посполитої . 
У 1404 році Вітовт і остаточно приєднав Смоленське князівство до Литви як «Смоленську землю». 1507 року створено воєводство і практично відразу ж його герб з'являється на печатці Стефана Баторія. 

## Опис
Описе герба воеводства:
«У срібному полі червоне знамено с трьома кінцівками в стовп. Древко и хрестоподібне вістря золоті».

## Історія
При Вітовті на печатках Великого князівства Литовського як символ Смоленської землі обов'язково зображувався ведмідь на чотирьох лапах. У давніх гербовниках ведмідь був білим, а щит — червоним. Про те, що це Смоленський герб говорять і підписи до гербів: на печатці Стефана Баторія, де герб у вигляді ведмедя з нашийником підписаний Smolen , на литовській печатці польського короля Сигізмунда I в нижній частині зображений ведмідь в нашийнику і підписом Smolne (Смоленський). У європейській геральдиці XV—XVI століть ведмідь міг позначати «дикі», «глухі», заліснені землі.
В рукопису Яна Длугоша «Insignia seu clenodia Regis et Regni Poloniae» (1464-1480) є опис герба Смоленської землі в складі Великого князівства Литовського: у срібному полі червоний прапор з трьома кінцівками в стовпець, древко і хрестоподібне вістря золоті. В рукописи Stemmata Polonica (бл. 1555 г.) з «Библиотеки Арсенала» в Парижі опис Длугоша супроводжено ілюстрацією. 
Після створення Смоленського воєводства у 1508 році вносяться відповідні зміни і на печатках. Смоленський прапор залишається на великих Литовських печатках до закінчення існування ВКЛ. 
У Польщі геральдику Литовського князівства сприймали спотворено. Саме цим, ймовірно пояснюється те, що древко прапора у польських описах стало посохом: «Воєводство Смоленське в гербі має червону корогву, золотий посох в сірому полі». 

Герб Смоленської землі Великого князівства Литовського
Герб Смоленщини (Smollenghe) з гербовника «Armorial Lyncenich», 1430-і роки
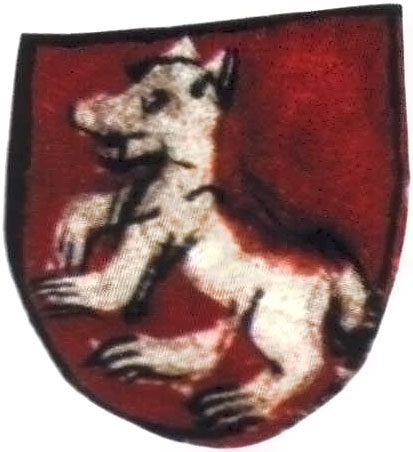
Герб Смоленської землі з гербовника «Codex Bergshammar» XV століття
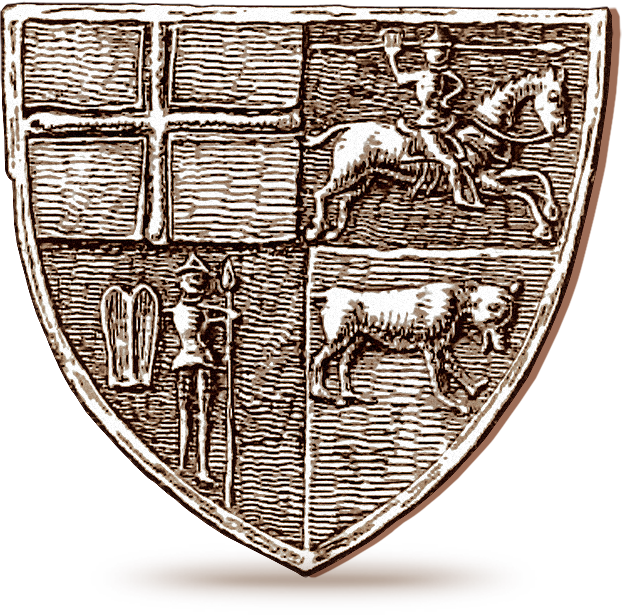
Печатка Великого князя Литовського Вітовта. 1404 р.
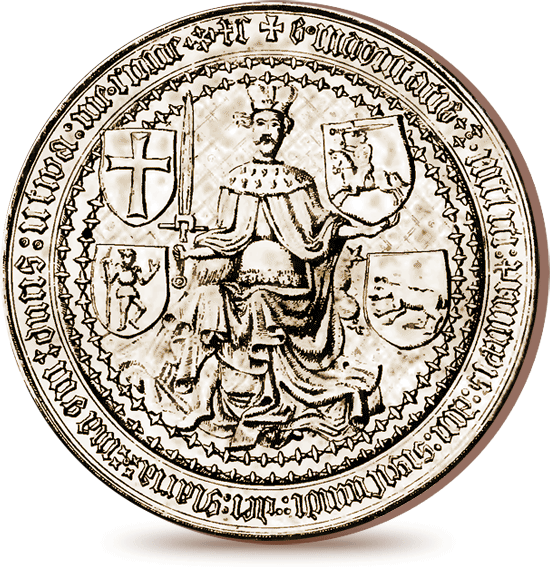
Печатка Великого князя Литовського Сигізмунда Кейстутовича. 1437 р.

Герби Смоленського воєводства Великого князівства Литовського
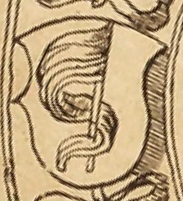
Герб воєводства зі Статуту Великого князівства Литовського 1588 року
Печатка Великого князя Литовського Станіслава Августа. 1764 р.
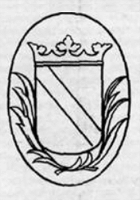
«Печатка воєводства смоленського». 1668 рік
Герб воєводства із гербовника польського геральдиста Каспера Несецький. Видання 1839 року
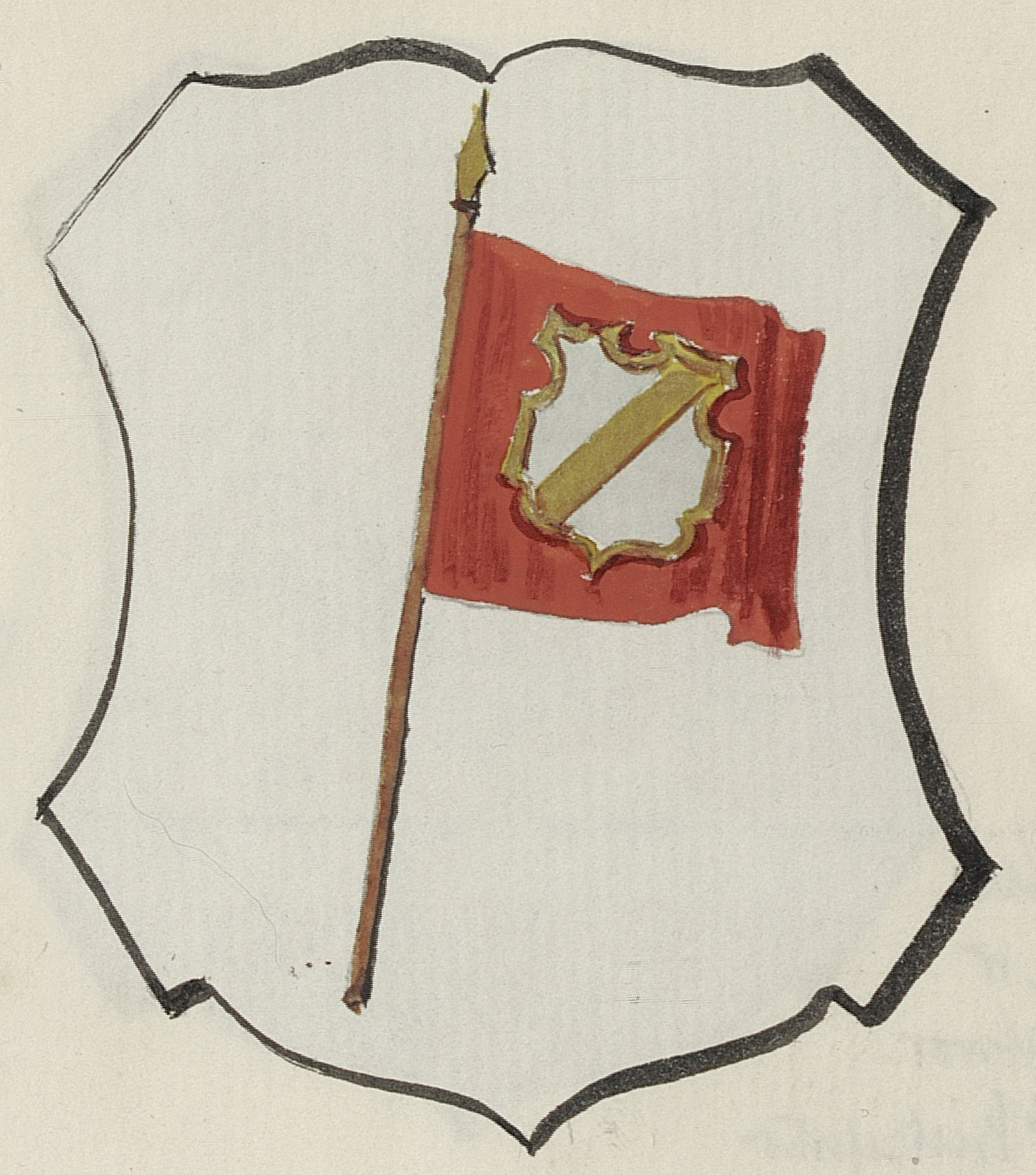
Герб воєводства із польського гербовника кінця XIX ст.
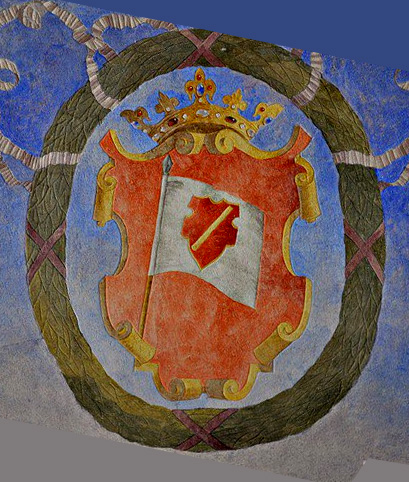
Герб воєводства у Посольському залі Королівського замку у Варшаві